# Sylvius von Poser

Sylvius von Poser

Johann Gottlieb Sylvius von Poser (* 25. Mai 1739 auf Gut Perschau, Landkreis Groß Wartenberg, Niederschlesien; † 30. April 1817 in Oels, Herzogtum Oels) war königlich preußischer Oberstleutnant und Flügeladjutant Friedrichs des Großen.

## Herkunft
Johann Gottlieb Sylvius entstammte dem alten schlesischen Adelsgeschlecht von Poser. Seine Eltern waren Gottlieb Heinrich von Poser und Groß-Naedlitz (* 21. Juni 1713; † 27. Juli 1784) und dessen Ehefrau Johanna Christiane von Rymultowski.

## Familie
Er heiratete am 23. Februar 1763 in erster Ehe Johanna Eleonore von Franckhen (* 15. Juni 1744 auf Gut Grunwitz; † 5. August 1768 auf Gut Perschau, an Pocken), die Tochter des Hans Ludwig von Franckhen, Gutsherr auf Groß-Butschkau (Landkreis Namslau, Niederschlesien), und der Johanna Christiane von Poser und Groß-Naedlitz, die Schwester seines Vaters. Aus dieser Ehe gingen Amalie (1764–1765) und Ferdinand (1766–1769) hervor.
In zweiter Ehe heiratete er am 13. Januar 1772 Johanna Friedrike Caroline von Kessel (* 3. April 1754 in Breslau, Niederschlesien; † 13. Mai 1774 auf Gut Ulbersdorf, Landkreis Groß Wartenberg), die an der Geburt ihres einzigen Sohnes starb. Sie war die Tochter des Karl Wilhelm von Kessel, Gutsherr auf Brustawe und Kraschnitz (heute Krośnice), beide Landkreis Militsch (Niederschlesien). Der Sohn Fritz (* 3. Mai 1774) starb als Junker im Regiment von Bock.
Seine dritte Ehe vom 20. Februar 1772 mit Sophia Dorothea von Alvensleben (* 28. Juli 1754 auf Gut Isenschnibbe, Landkreis Gardelegen, Provinz Sachsen; † 4. Juni 1777 auf Gut Ulbersdorf), einer Tochter des fürstlich württembergischen Oberhofmarschalls Friedrich August von Alvensleben und der Sophie Dorothea geborene von Alvensleben fand nicht den Gefallen Friedrichs des Großen, der meinte, die Alvensleben sei „keine Frau für ihn“. Sie überlebte die Geburt ihrer einzigen Tochter nur um ein halbes Jahr. Die Tochter Auguste Gottliebe Sophie (* 15. Dezember 1776; † 13. Mai 1805) heiratete den späteren Landrat des Kreises Militsch Sylvius Traugott Moritz von Frankenberg und Proschlitz (1769–1848).
In vierter Ehe heiratete er am 16. Februar 1778 schließlich Henriette von Loeben (* 19. November 1762, getauft auf Gut Polnisch Nettkau; † 11. April 1823 in Oels), Tochter des kurfürstlich-sächsischen Hauptmanns Johann Friedrich von Loeben, Gutsherr auf Kosel und Jonasberg (beide Landkreis Glogau), und der Christiana Marjana von Bünau aus dem Hause Gassen. Die bei der Eheschließung erst 16-Jährige gebar ihm elf Kinder, von denen die letzten drei allerdings schon im Kindesalter starben:
- Gottlob Heinrich Friedrich Karl (* 4. Juni 1777; † 24. März 1832), Rittmeister a. D. ⚭ Henriette Helene Charlotte Kloch von Kornitz (* 1788; † 8. November 1813)
- Gottlieb Johann Friedrich August Christian (* 2. Mai 1779; † 2. November 1842)

⚭ 1803 (Scheidung) Marie Auguste Elisabeth von Grawert (* 18. Januar 1732; † 1848)
⚭ 1809 Frederike Margarethe Henriette von Magusch verwitwete Poser (* 13. Juni 1782; † 3. Dezember 1824)
⚭ 1829 Charlotte Karoline von Dunker (* 30. Juli 1799; † 18. Februar 1847)
- Anna Dorothea Juliane Henriette Marianne (* 14. November 1781; † 29. Juli 1871) ⚭ 1801 Graf August Wilhelm Christoph von Kospoth († 24. November 1834)
- Amalie Ernstine Wilhelmine Elisabeth (* 25. November 1786; † 11. September 1818) ⚭ 1804 Friedrich Wilhelm Leopold Constantin Quirin von Forcade de Biaix († 22. Oktober 1840), Sohn von Heinrich Leopold von Forcade
- Wilhelmine (Minna) Christiane Friedrike Henriette (* 8. September 1789; † 5. Oktober 1848) ⚭ 1806 Georg Friedrich von Randow († 10. Juni 1841), Rittmeister a. D.
- Heinrich Friedrich Ludwig (* 6. Juni 1791; † 24. Juni 1882), Rittmeister a. D. ⚭ 1816 Emilie Essolda Mathilde von Poser von Groß-Nädlitz (* 31. März 1802; † 1. Mai 1872)
- Amalie Antoniette Friederike (* 9. April 1793; † 17. Dezember 1850) ⚭ 1811 Alexander Johann Christoph von Mielecki († 11. Juli 1863), Berghauptmann

## Militärischer Werdegang
Poser trat am 15. Juli 1750, knapp elf Jahre alt, als Junker in das preußische Husaren-Regiment von Vippach ein. Im Jahr 1756 wurde er Kornett, 1759 Sekondeleutnant und wurde  1763 als einziger Offizier der preußischen Kavallerie zur Dienstleistung beim Herzog Ferdinand von Braunschweig auserwählt, dem Schwager Friedrichs des Großen.
Im Jahr 1769 wurde er zum Premierleutnant befördert, am 12. September 1770 zum Major und Kommandeur, des Garde-du-Corps-Regiments. Außerdem erfolgte eine Ernennung zum Flügeladjutanten. 1776 nahm er seinen freiwilligen Abschied vom Militär.
1786 wurde Poser „wegen früher geleisteter großer Dienste“ von Friedrich Wilhelm II., dem Nachfolger Friedrichs des Großen, nachträglich zum Oberstleutnant befördert.
Die Briefe, die ihm Friedrich II. schrieb, befinden sich heute im Original im Herder-Institut, Marburg.
Nach seiner Verabschiedung kaufte Poser für 20.000 Reichstaler das Gut Ulbersdorf, erwarb die Güter Domsel (1783) und Peuke (Landkreis Oels, Niederschlesien) (1786) und erbte Perschau. Er starb an einer Lungenentzündung in seinem Hause in Oels und wurde in der Familiengruft auf Gut Peuke beigesetzt.